# Александар Аполонио
Александар Ацо Аполонио (Каменари, код Херцег Новог, 11. новембар 1916 — Београд, 2001) био је адвокат, окружни тужилац у Дубровнику, вођа покрета за Дубровачку републику као и први и једини премијер самопроглашене треће Дубровачке републике.

## Биографија
Аполонио је рођен 11. новембра 1916. године у Каменарима крај Херцег Новог. Отац му је био Виргилио, Истранин из Пирана, а мајка Марица рођена Шуковић из Дубровника.
Од 1950-их је био окружни тужилац у Дубровнику. Почетком 1990-их постаје вођа аутономашког покрета у овом граду, због чега бива осуђен на 12 година затвора. Тада бјежи у приградско мјесто Цавтат гдје наставља са својим аутономашким активностима.

### Обнављање Дубровачке републике
Искористивши сукоб хрватских сепаратиста и југословенских федералиста 1991. године, Аполонио, заједно са својим истомишљеницима користи прилику да обнове Дубровачку републику у оквирима нове (будуће) Југославије. Дубровачка република проглашена је 24. новембра 1991. у Цавтату. На овом скупу успостављено је Мало вијеће Дубровачке републике као орган власти будуће Републике. Вијеће је имало 12 чланова, међу којима су уз Аполонија, били и други угледни грађани Дубровника, као Иво Ланг, Миро Братош, Мирко Вујачић, Блажо Злопаша и Угљеша Јовић. Након успостављања овог Вијећа, Александар Аполонио постаје први председник владе новопроглашене Дубровачке републике.
Аполонио је био декларисани Србин католик и југословенски родољуб, што је потврдио и његов пријатељ Војислав Шешељ, током суђења Слободану Милошевићу у Хашком трибуналу. На присуство Југословенске народне армије у Дубровачком залеђу 1991. године, Аполонио је гледао више него добронамерно, а хрватске снаге и власт у Загребу називао је фашистима и усташама.

### Избеглиштво и смрт
Након повлачења ЈНА са дубровачког ратишта, заједно са војском са овог подручја се повлачи и неколико хиљада избеглица (укупан број избјеглих се процјењује на око 10.000 лица), са којима је и Аполонио. Након овог, одлази у Београд. Као и други заговорници обнављања Дубровачке републике, Аполонио се осјећао разочараним због овог повлачења, због чега напушта активни политички рад и остатак живота проводи пензионерски у кругу породице. Без обзира на његово повлачење, у Хрватској је и даље био мета медијског блаћења, чак и у јавним гласилима.
Аполонио умире у Београду 2001. године. Сахрањен је у свом родном мјесту.